# Pseudoboa
Pseudoboa is een geslacht van slangen uit de familie toornslangachtigen (Colubridae) en de onderfamilie Dipsadinae.

## Naam en indeling
De wetenschappelijke naam van de groep werd voor het eerst voorgesteld door Johann Gottlob Schneider in 1801. Er zijn zes soorten, inclusief de pas in 2008 beschreven soort Pseudoboa martinsi. Een aantal soorten werd eerder aan het niet meer erkende geslacht Scytale toegewezen.

## Verspreiding en habitat
De soorten komen voor in delen van Zuid-Amerika en leven in de landen Panama, Peru, Colombia, Guyana, Frans-Guyana, Suriname, Venezuela, Kleine Antillen, Trinidad en Tobago, Grenada, Brazilië, Argentinië, Ecuador, Bolivia en Paraguay. De habitat bestaat uit vochtige tropische en subtropische bossen, zowel in bergstreken als in laaglanden, droge bossen, savannen en graslanden. Ook in door de mens aangepaste streken zoals aangetaste bossen kunnen de dieren worden aangetroffen.

## Beschermingsstatus
Door de internationale natuurbeschermingsorganisatie IUCN is aan alle soorten een beschermingsstatus toegewezen. De slangen worden beschouwd als 'veilig' (Least Concern of LC).

## Soorten
Het geslacht omvat de volgende soorten, met de auteur en het verspreidingsgebied.
| Naam                | Auteur                                        | Verspreidingsgebied                                                                                             |
| ------------------- | --------------------------------------------- | --- |
| Pseudoboa coronata  | Schneider, 1801                               | Guyana, Suriname, Frans-Guyana, Brazilië, Colombia, Venezuela, Ecuador, Peru, Bolivia                           |
| Pseudoboa haasi     | Boettger, 1905                                | Brazilië, Argentinië                                                                                            |
| Pseudoboa martinsi  | Zaher, Oliveira & Franco, 2008                | Brazilië |
| Pseudoboa neuwiedii | Duméril, Bibron & Duméril, 1854               | Panama, Peru, Colombia, Guyana, Frans-Guyana, Suriname, Venezuela, Kleine Antillen, Trinidad en Tobago, Grenada |
| Pseudoboa nigra     | Duméril, Bibron & Duméril, 1854               | Bolivia, Brazilië, Paraguay, mogelijk in Argentinië                                                             |
| Pseudoboa serrana   | Morato, Moura-Leite, Prudente & Bérnils, 1995 | Brazilië |